# Моје песме, моји снови
Моје песме, моји снови (енгл. The Sound of Music) амерички је филмски мјузикл из 1965. у режији Роберта Вајза. Главне улоге тумаче Џули Ендруз и Кристофер Пламер. Адаптација је истоименог сценског мјузикла из 1959, који је компоновао Ричард Роџерс, а за који је текстове написао Оскар Хамерстајн II. Сценарио филма је написао Ернест Леман на основу мемоара Марије фон Трап, а радња прати младу искушеницу у Аустрији која 1938. добија посао гувернанте седморо деце пензионисаног официра и удовца.
Филм је сниман од марта до септембра 1964. у Лос Анђелесу и Салцбургу. Биоскопски је објављен 2. марта 1965. у Сједињеним Државама, испрва у ограниченом издању. Иако су првобитне критике биле помешане, остварио је велики комерцијални успех и био је филм са највећом зарадом 1965. године. До новембра 1966, постао је филм са највећом зарадом свих времена — надмашивши Прохујало са вихором — и држао је ту титулу пет година. Био је подједнако популаран широм света, обарајући рекорде на биоскопским благајнама у двадесет и девет земаља. Након почетног приказивања у биоскопима које је трајало четири и по године, и два успешна реиздања, филм је продао 283 милиона карата и зарадио је 286 милиона долара широм света.
Филм је освојио пет Оскара, укључујући оне за најбољи филм и најбољу режију. Такође је добио две награде Златни глобус, за најбољи филм и најбољу глумицу, награду Удружења редитеља Америке за најбољег редитеља и награду Удружења сценариста Америке за најбољи написани амерички мјузикл. Године 1998, Амерички филмски институт сместио је филм на 55. место листе најбољих америчких филмова свих времена, као и на 4. место листе најбољих мјузикл филмова. Године 2001, Конгресна библиотека одабрала је филм за чување у Националном регистру филмова Сједињених Држава због „културолошког, историјског или естетског значаја”.

## Радња
Марија је слободоумна млада Аустријанка која се 1938. обучава за монахињу у опатији Нонберг у Салцбургу. Њен младалачки ентузијазам и недостатак дисциплине изазивају извесну забринутост њених сестара. Игуманија шаље Марију у вилу пензионисаног морнаричког официра, капетана Георга фон Трапа, да буде гувернанта његово седморо деце — Лизл, Фридриха, Луизе, Курта, Бригите, Марте и Гретл. Капетан је одгајао своју децу уз строгу војну дисциплину након смрти своје супруге. Иако се деца у почетку лоше понашају, Марија им одговара љубазношћу и стрпљењем, а она убрзо почињу да јој верују и да је поштују.
Док је капетан одсутан у Бечу, Марија прави одећу за игру за децу од завеса које је требало променити. Она их води по Салцбургу и околним планинама и учи их да певају. Када се капетан врати у вилу са бароницом Елзом Шредер, имућном женом из високог друштва, и њиховим заједничким пријатељом, Максом Детвајлером, дочекују их Марија и деца који се враћају са вожње чамцем по језеру која се завршава када им се чамац преврне. Незадовољан одећом и активностима своје деце и Маријиним страственим апелом да се приближи његовој деци, капетан јој наређује да се врати у опатију. Управо тада чује певање из куће и запрепасти се када види своју децу како певају за бароницу. Испуњен емоцијама, капетан се придружује својој деци, певајући први пут после много година. Извињава се Марији и моли је да остане.
Импресиониран дечјим певањем, Макс предлаже да их пријави на предстојећем Салцбуршком фестивалу, али капетан одбија предлог јер не дозвољава својој деци да певају у јавности. Међутим, пристаје да организује велику забаву у вили. На ноћ забаве, док гости у свечаној одећи плешу валцер, Марија и деца посматрају са баштенске терасе. Када капетан примети да Марија учи Курта традиционалном лендлер народном игром, он им се придружује и сарађује са Маријом у грациозној представи, која кулминира њиховим блиским загрљајем. Збуњена својим осећањима, Марија поцрвени и одлази. Касније, бароница, која је приметила капетанову привлачност према Марији, крије своју љубомору индиректно убеђујући Марију да се мора вратити у опатију. По повратку у опатију, када игуманија сазна да се Марија вратила како би избегла своја осећања према капетану, охрабрује је да се врати у вилу да потражи смисао живота. Након што се Марија врати у вилу, сазнаје за капетанову веридбу са бароницом и пристаје да остане док не нађу гувернанту да је замени. Капетанова осећања према Марији, међутим, нису се променила, и након раскида веридбе капетан се жени Маријом.
Док су на меденом месецу, Макс пријављује децу на Салцбуршки фестивал противно жељи њиховог оца. Када сазнају да је Нацистичка Немачка анектирала Аустрију, капетан и Марија се враћају кући, где капетан добија телеграм у коме му је наређено да се пријави у немачку морнаричку базу у Бремерхафену, где ће се придружити Кригсмаринеу. Снажно се противећи нацистима и њиховој идеологији, капетан говори својој породици да морају одмах да напусте Аустрију. Те ноћи, породица фон Трап покушава да побегне у Швајцарску, али их зауставља група смеђокошуљаша који су чекали испред виле. На питање гаулајтера Ханса Целера, капетан тврди да иду на Салцбуршки фестивал да би наступили. Целер инсистира да их отпрати на фестивал, након чега ће његови људи отпратити капетана до Бремерхафена.
Касније те ноћи на фестивалу, током своје последње нумере, породица фон Трап измиче и тражи уточиште у оближњој опатији, где их игуманија крије у крипти. Убрзо стижу смеђекошуљаши и претражују опатију, али породица успева да побегне помоћу чуваровог аутомобила. Када војници покушају да крену у потеру за њима, откривају да њихови аутомобили неће да се покрену јер су две часне сестре уклониле делове мотора. Следећег јутра, након вожње до швајцарске границе, породица фон Трап креће пешке преко границе у Швајцарску до безбедности и слободе.

## Улоге
| Глумац           | Улога                    |
| ---------------- | ------------------------ |
| Џули Ендруз      | Марија                   |
| Кристофер Пламер | капетан Георг фон Трап   |
| Еленор Паркер    | бароница Елза фон Шредер |
| Ричард Хајдн     | Макс Детвајлер           |
| Пеги Вуд         | игуманија                |
| Чармијан Кар     | Лизл фон Трап            |
| Хедер Мензис     | Луиза фон Трап           |
| Николас Хамонд   | Фридрих фон Трап         |
| Двејн Чејс       | Курт фон Трап            |
| Анџела Картрајт  | Бригита фон Трап         |
| Деби Тернер      | Марта фон Трап           |
| Ким Карат        | Гретл фон Трап           |

Права Марија фон Трап има малу, непотписану улогу као пролазница, заједно са својом децом Розмари и Вернером током извођења песме „I Have Confidence”.

## Позадина
Радња филма заснована је на мемоарима Марије фон Трап, Прича о певачима породице Трап, објављеним 1949. године како би помогла у промовисању певачке групе њене породице након смрти њеног супруга Георга 1947. године. Холивудски продуценти изразили су интересовање за куповину само наслова, али је Марија то одбила, желећи да се исприча цела њена прича. Године 1956. немачки продуцент Волфганг Либенајнер откупио је филмска права за 9.000 долара, ангажовао Џорџа Хардалека и Херберта Рајнекера да напишу сценарио, а Франца Гротеа да надзиру музику, која се састоји од традиционалних аустријских народних песама. Драма Породица Трап је објављена у Западној Немачкој 9. октобра 1956. године и постигла је велики успех. Две године касније, Либенајнер је режирао наставак, Породица Трап у Америци, а та два филма су постали најуспешнији филмови у Западној Немачкој током послератних година. Њихова популарност проширила се широм Европе и Јужне Америке.
Године 1956, Paramount Pictures је откупио филмска права у Сједињених Држава, намеравајући да произведе верзију на енглеском језику са Одри Хепберн у улози Марије. Студио је на крају одустао од ове опције, али је један од његових директора, Винсент Џ. Донеху, предложио причу као сценски мјузикл за Мери Мартин. Продуценти Ричард Халидеј и Леланд Хејворд осигурали су права и ангажовали драмске писце Хауарда Линдсеја и Расел Крауса, који су освојили Пулицерове награде за дело State of the Union. Они су се обратили Ричарду Роџерсу и Оскару Хамерстајну II да компонују једну песму за мјузикл, али су њих двојица сматрали да два стила − традиционалне аустријске народне песме и њихова композиција − неће ићи заједно. Они су понудили да напишу потпуно нову партитуру за целу продукцију ако су продуценти били вољни да сачекају док заврше рад на мјузиклу Flower Drum Song. Продуценти су брзо одговорили да ће чекати колико год је потребно. Сценски мјузикл Моје песме, моји снови премијерно је изведен 16. новембра 1959. у позоришту Лант-Фонтејн у Њујорку, након чега се приказивао на Бродвеју са 1.443 извођења, освојивши шест награда Тони, укључујући и награду за најбољи мјузикл. У јуну 1960. је компанија 20th Century Fox откупила права на адаптацију сценског мјузикла за 1,25 милиона долара.

## Награде

### Оскари
| Категорија                    | Номиновани                                                                       | Исход      |
| ----------------------------- | -------------------------------------------------------------------------------- | ---------- |
| Најбољи филм                  | Роберт Вајз                                                                      | Освојено   |
| Најбољи редитељ               | Роберт Вајз                                                                      | Освојено   |
| Најбоља глумица               | Џули Ендруз                                                                      | Номинација |
| Најбоља споредна глумица      | Пеги Вуд                                                                         | Номинација |
| Најбоља сценографија у боји   | Уметничка режија: Борис Левен; Декорација сетова: Волтер М. Скот и Руби Р. Левит | Номинација |
| Најбоља фотографија у боји    | Тед Д. Макорд                                                                    | Номинација |
| Најбоља костимографија у боји | Дороти Џикинс                                                                    | Номинација |
| Најбоља монтажа               | Вилијам Х. Рејнолдс                                                              | Освојено   |
| Најбоља оригинална музика     | Ирвин Костал                                                                     | Освојено   |
| Најбољи звук                  | Џејмс Коркоран и Фред Хајнс                                                      | Освојено   |

## Наслеђе
Године 1966, American Express је створио прво вођено путовање на тему филма Моје песме, моји снови у Салцбургу. Од 1972. Panorama Tours је водећа компанија са аутобуским турама у граду, која годишње услужује приближно 50.000 туриста на различитим филмским локацијама у Салцбургу и околини. Прва оживљавајућа пројекција Sing-along Sound of Music одвила се на Лондонском фестивалу лезбејских и геј филмова 1999. године, што је довело до успешног приказивања у биоскопу Принц Чарлс, које је у настављено током 2018. године. Током пројекција, чланови публике су често били обучени као часне сестре и деца фон Трапових и охрабривани су да певају уз текстове на екрану. У јулу 2000. године, у Бостону и Остину, организоване су пројекције Sing-along Sound of Music. Неки чланови публике су били одевени као чланови екипе и ступили у интеракцију са радњом приказаном на екрану. Филм је започео успешно приказивање у позоришту Зигфелд у Њујорку, септембра 2000. године, а пројекцији су присуствовали чланови глумачке екипе Чармијан Кар (Лизл), Данијел Трухит (Ролф) и Ким Карат (Гретл). Пројекције типа Sing-along Sound of Music су постале међународни феномен.
Конгресна библиотека Сједињених Држава одабрала је овај филм 2001. године за очување у Националном регистру филмова, класификујући га „културно, историјски или естетски значајним”. Академијина филмска архива сачувала је филм 2003. године.